# Cucullia ruficeps
Cucullia ruficeps là một loài bướm đêm trong họ Noctuidae.